# Aliens
Tuđinci, poznatiji po izvornom nazivu Aliens, američki je ZF film iz 1986. godine, nastavak velikog kino hita Ridleya Scotta Osmi putnik iz 1979. Film je režirao James Cameron, a glavne uloge tumače Sigourney Weaver, Carrie Henn, Michael Biehn i Lance Henriksen. Film je sniman u Pinewood Studios u Londonu, a premijerno je prikazan 18. lipnja 1986. u SAD-u. Nominiran je za sedam Akademijinih nagrada uključujući i onu za Sigourney Weaver u kategoriji najbolja glumica. Dobitnik je dva Oskara: za zvučne i vizualne efekte.

## Radnja
Ellen Ripley (Sigourney Weaver), posljednju preživjelu članicu posade teretnog svemirskog broda Nostromo, spašava i reanimira spasilačka ekipa svemirske postaje poslije 57 godina lebdenja u hipersnu u svemirskom shuttleu.
Poslije oporavka, Ripley se neugodno iznenadi shvativši da nitko ne vjeruje u njeno svjedočenje o postojanju bića poput aliena (jer su svi fizički dokazi uništeni u eksploziji broda) i da je čelnici korporacije Weyland-Yutani, vlasnice Nostroma, drže odgovornom za njegovo uništenje, te joj zbog "upitne procjene situacije" oduzimaju svemirsku letačku licencu. Uskoro saznaje da je planet LV-426, na kojem je posada Nostroma prvi put došla u kontakt s čudovišnim jajima, već dulje vrijeme koloniziran ljudima koji rade na teraformiranju.
Kada se doznaje da je prekinuta svaka veza s kolonistima na LV-426, kompanija Weyland-Yutani poziva Ripley da se kao konzultant pridruži ekspediciji koja treba istražiti uzrok prekida veze. Unatoč početnom odbijanju, Ripley se pristaje pridružiti ekspediciji, vjerujući da će se tako riješiti svojih noćnih mora i psihičkih trauma, a usto dobiva i garanciju od predstavnika kompanije Cartera Burkea (Paul Reiser) da će čudovište biti uništeno.
Na ekspediciju svemirskim brodom Sulaco, uz Ripley, u službi savjetnice, i Burkea, polazi i elitna teško naoružana postrojba kolonijalnih marinaca pod zapovjedništvom neiskusnog poručnika Gormana (William Hope) kojoj je zadaća osigurati ljudsku koloniju na LV-426 i ukloniti eventualnu prijetnju. Po dolasku na planet, članovi ekspedicije nailaze na napuštene nastambe, oštećene u pucnjavi i napadu. Kada pronađu jedinu preživjelu kolonisticu, djevojčicu Newt (Carrie Henn), njihova strahovanja o napadu aliena se definitivno potvrđuju.
Pretragom područja marinci otkrivaju veliko gnijezdo aliena i začahurena tijela kolonista, a u isto vrijeme napadne ih mnoštvo aliena. Od cijele postrojbe spašava se tek nekolicina vojnika, uz pomoć Ripley. Kada se sruši letjelica koja im je jedina veza s matičnim brodom u orbiti, preživjeli se zabarikadiraju unutar kompleksa kolonije i počinju tešku borbu za opstanak.
Ripley otkriva da je upravo Burke u ime kompanije dao nalog kolonistima da istraže one iste ostatke broda u kojem se posada Nostroma susrela s alienovim jajima. On se nada da će uspjeti dopremiti primjerke aliena u korporacijske laboratorije, gdje bi ih uporabili kao biološko oružje i iz tog izvukli profit. Uskoro ih android Bishop informira da je teško oštećena nuklearna stanica postala nestabilna i da će uskoro detonirati snagom termonuklearne eksplozije. Bishop se javlja kao dragovoljac koji će se pokušati probiti do odašiljača kolonije te daljinskim upravljanjem spustiti s matičnog broda preostali shuttle za spašavanje. Ripley optužuje Burkea za pokušaj krijumčarenja implantiranih alienovih embrija unutar nje i Newt kako bi zavarao zemaljsku karantenu. Iznenada uslijedi napad mnogobrojnih aliena kroz spušteni strop u kojem pogibaju svi osim Ripley, vodnik Hicks je teško ranjen, a Newt zarobljavaju alieni.
Bishop uspijeva spustiti shuttle i zbrinuti ranjenog Hicksa, a Ripley se teško naoružana vraća u stanicu po Newt, spašava ju iz čahure, no u povratku se njih dvije susreću s alienskom kraljicom u komori gdje leže jaja. Ripley uništava većinu jaja izazvavši bijes kraljice koja se otrgne od svoje lijegalice i krene u potjeru za njima. Susreću se s Bishopom i uzlijeću prema matičnom brodu u posljednji čas prije no što cijelu koloniju proguta nuklearna eksplozija. Po povratku na Sulaco kraljica (do tada skrivena u stajnom trapu shuttlea) se iznenada pojavljuje, probija Bishopa svojim repom i raspolovljuje ga, ali njegova gornja polovica tijela ostane funkcionalna. Ripley se bori protiv nje koristeći egzoskeleton za utovar tereta. U žaru borbe upadaju u veliku zračnu komoru, Ripley ju otvara i izbacuje kraljicu u svemir, zatim se uspentra na sigurno, te zatvara komoru. Svi preživjeli odlaze u hipersan na putu prema Zemlji.

## Glavni likovi
- Sigourney Weaver – Ellen Ripley – jedina preživjela s broda Nostromo. Pridružuje se marincima u ekspediciji na LV-426.
- Carrie Henn – Rebecca Jorden — Newt – jedina preživjela kolonistica na planeti LV-426. Potakne u Ripley snažan majčinski zaštitnički instinkt.
- Michael Biehn – vodnik Dwayne Hicks – marinac; zbližava se s Ripley.
- Lance Henriksen – Bishop – android
- Paul Reiser – Carter Burke – predstavnik korporacije Weyland-Yutani; zadaća mu je prenijeti tijelo aliena na Zemlju kako bi kompanija razvila vojno-biološko oružje.
- Bill Paxton – vojnik Hudson – neuravnoteženi i cinični član marinaca.
- William Hope – poručnik Gorman – neiskusni vojni zapovjednik koji ne zadobiva povjerenje i poštovanje marinaca.
- Al Matthews – narednik Apone – predvodnik marinaca

## Box-office
Film je držao prvo mjesto na američkim kino-blagajnama četiri tjedna zaredom nakon početka prikazivanja zaradivši 85 milijuna dolara, te još 46 milijuna izvan Sjeverne Amerike, zaradivši ukupno 131 milijun dolara.

## Nagrade
Film je osvojio više priznanja. Izdvajaju se dva Oskara (zvučni i vizualni efekti) te nagrade Saturn iz 1987. godine za najbolju glumicu (Sigourney Weaver), najbolju mladu glumicu (Carrie Henn), najboljeg sporednog glumca (Bill Paxton), najbolju sporednu glumicu (Jenette Goldstein) najboljeg redatelja (James Cameron), najbolji film i najbolje specijalne efekte.

## Kritike
Većina kritike je hvalila film. Roger Ebert je filmu dao 3.5 od 4 zvjezdice te zapisao da je "bolno i neumoljivo intenzivan" te "vrhunski primjer filmske vještine." Dave Kehr, koji piše za The Chicago Reader, je zapisao da je "ovo jedan nastavak koji nadvisuje original."
Arsen Oremović je filmu dao 2 od 4 'kritičarska prsta', komentirajući: Praveći nastavak James Cameron napravio je tipičnu svemirsku akciju, ubrzao je ritam i razvio specijalne efekte u priči u kojoj se glavna junakinja (Sigourney Weaver) vraća na planet sa opakim čudovištima. Drugim riječima, napravljen je film za publiku koja je ipak nešto drugo od one koja se divila Scottovu originalu.

## Vanjske poveznice
- Tuđinci, Filmski leksikon

- Službena internet stranica  Arhivirana inačica izvorne stranice od 15. svibnja 2008. (Wayback Machine) (engl.)
- Aliens na IMDb-u